# Bankia bipalmulata
Bankia bipalmulata is een tweekleppigensoort uit de familie van de Teredinidae. De wetenschappelijke naam van de soort is voor het eerst geldig gepubliceerd in 1801 door Lamarck.